# غاستون ريفيرو
غاستون ريفيرو (بالإسبانية: Gaston Rivero)‏ هو مغني أوبرا ومغني أوروغواياني، ولد في 6 فبراير 1978 في مونتفيدو في الأوروغواي.

## وصلات خارجية
- غاستون ريفيرو على موقع IMDb (الإنجليزية)
- غاستون ريفيرو على موقع ميوزك برينز (الإنجليزية)
- غاستون ريفيرو على موقع قاعدة بيانات الفيلم (الإنجليزية)